# 橋谷義典
橋谷 義典（はしたに よしのり、1959年〈昭和34年〉 - ）は、日本の実業家。

## 経歴
1982年、東京大学卒業後ソニーに入社する。ソニーヨーロッパファイナンス代表取締役社長を経て、2000年ソニーCEO室長に就任する。
ソニーグループのブランドマネジメント、総務、IR、広報、CSRの責任者を歴任する。2017年よりソニーと電通の合弁会社であるフロンテッジ代表取締役会長、2020年に同社シニアアドバイザーに就任する。2020年4月よりクオンタムリープ執行役副会長Co-CEO。2022年6月より同社代表取締役副会長。

## 人物
鳥取県日野郡宮原村（のち日野郡溝口町宮原、現・西伯郡伯耆町宮原）出身の農学博士で日本発酵工業社長、大日本ビタミン製薬会長、吹田商工会議所会頭などをつとめた橋谷義孝の孫。農学博士で大阪成蹊女子短期大学学長をつとめた橋谷義人の長男である。